# Frangebarg
Frangebarg (Frauuenberg) – polski herb szlachecki o niewiadomych barwach.

## Opis herbu
Na tarczy wilk.

## Najwcześniejsze wzmianki
Herb znany w średniowieczu, zanikł w XVI wieku. Możliwa jest jego identyfikacja z Gryzimą.

## Herbowni
Nieznane są nazwiska, którym przysługuje ten herb.